# Diospyros sahayadryensis
Diospyros sahayadryensis är en tvåhjärtbladig växtart som beskrevs av Pitchai Daniel och E. Vajravelu. Diospyros sahayadryensis ingår i släktet Diospyros och familjen Ebenaceae. Inga underarter finns listade i Catalogue of Life.